# Giovanna Arbunic
Arbunic  Castro est un nom espagnol. Le premier nom de famille, en général paternel, est Arbunic ; le second, en général maternel, souvent omis, est Castro.
Giovanna Brunilda Arbunic Castro (Punta Arenas, 1er juillet 1964) est une joueuse d'échecs chilienne d'ascendance croate, considérée comme une des meilleures joueuses d'échecs au Chili.

## Parcours
Elle se forme dans l'Académie dirigée par le professeur Baldovino Gómez Alba.
En 1982 elle gagne le championnat zonal à Buenos Aires, et obtient le titre de Maître Internationale féminine. Elle participe au championnat du monde junior en septembre 1983 à Mexico, où elle est, avec le score maximum, à égalité avec la soviétique Flioura Khassanova : elle termine finalement deuxième. Elle participe également aux tournois interzonaux de Bad Kissingen (1982) et Zheleznovodsk (1985).
Elle habite ensuite pendant presque 20 ans en Espagne, à Barcelone et Madrid. Elle obtient le diplôme d'entraîneuse de la fédération madrilène. En 2017 elle revient vivre au Chili avec son mari Daniel Balayait et leur fils Manuel.